# Vasylivka (raïon de Mykolaïv)
Vasylivka (ukrainien : Очаківський район) est un village situé dans le sud de l'Ukraine.
La population est de 382 personnes.

## Géographie

### Localisation
Vasylivka se situe dans le raïon de Mykolaïv dans l'oblast de Mykolaïv (Ukraine).

## Toponymie
L'ancien nom du village était Oleksandrivka (ukrainien : Олександрівка). 
L'autre nom du village est Shkadivka (ukrainien : Шкадівка).

## Histoire
Initialement, le village appartenait au fils du colonel Sidor Bely (en), le lieutenant-capitaine Oleksandr Bily, et il s'appelait Oleksandrivka, et lorsqu'il a été hérité par le petit-fils du premier et fils du dernier Vasyl, il s'appelait Vasylkove. Ce nom a été mentionné pour la première fois dans des sources écrites en 1787 et était son nom au début du XIXe siècle (Vasylkivka selon d'autres sources).
Les descendants de la famille noble polonaise Skadowski ont joué un rôle important dans l'histoire du village, dont les représentants ont déménagé en Ukraine. Sur la flèche de Kinbourn, ils ont fondé le village ancestral de Skadovka avec plusieurs hameaux. Le représentant le plus célèbre de la branche « Kherson », Serhiy Baltazarovych Skadovsky, a finalement présenté Skadovka et la terre qui l'entoure à sa fille Elizaveta. Elle a épousé un propriétaire foncier du gouvernement de Iekaterinoslav, Lubenkov, et possédait 12 000 acres de terre sur la flèche de Kinbourn. Lubenkov a déplacé ses paysans serfs de la province d'Ekaterinoslav à Skadovka, et ils sont devenus les premiers habitants du village de Skadovka, dont le nom a ensuite été transformé en Shkadovka. En 1861, les villageois ont été libérés. À cette époque, Vasylkove et Shkadovka avaient fusionné pour former un seul village.
Après l'abolition du servage et la fusion de deux villages, un nouveau nom commun a été choisi - Vasylivka. Dans les documents d'archives de 1886, Vasylivka est déjà mentionnée. Ce nom existe toujours.
En 1886, dans ce village du volost de Pokrovska (uk) de l'ouïezd du Dniepr (en) du gouvernement de Tauride vivaient 235 personnes, il y avait 40 cours et 1 magasin. 

## Politique et administration
L'ancien organe de l'autonomie locale est le conseil du village de Pokrovska (uk).

## Éducation et culture
Il y a une école, un club et une bibliothèque à Vasylivka. Au début du siècle dernier, l'école a été construite aux frais de Hryhoriy Matviyovych Kapusta, un descendant de Kosh Osavul de l'armée de Bogdan Khmelnitski. A cette époque, sa famille était la plus riche de la péninsule. Près de Vasylivka, il existe de nombreux toponymes associés au nom de la famille Kapustiv - Kapustyany Saray, lac Kapustyane, lac Mlynove, Panska Saga. au début de 1920, Hryhoriy Kapusta a été arrêté puis détruit. À la fin des années 1930 du XXe siècle. la plupart des descendants de la famille cosaque ont été réprimés. Il n'y a plus de personnes nommées Cabbage à Kinbourn aujourd'hui.